# یلوبلاف (آلاباما)
یلوبلاف (به انگلیسی: Yellow Bluff) شهرکی در شهرستان ویلکاکس ایالت آلاباما است که مساحت آن ۱٫۲ کیلومترمربع است و در سرشماری سال ۲۰۱۰ میلادی، ۱۸۸ نفر جمعیت داشته و تراکم جمعیتی آن، ۱۵۶٫۶۷ نفر در کیلومترمربع بوده است.